# Naked Killer
Pour plus de détails, voir Fiche technique et Distribution.
Naked Killer (赤裸羔羊, Chik loh go yeung) est un film hongkongais réalisé par Clarence Fok, sorti en 1992.

## Synopsis
Une jeune femme assez impulsive nommée Kitty (Chingmy Yau), n’hésite pas à frapper là où ça fait mal. Après avoir vu son père se faire assassiner sous ses yeux, elle fait un carnage chez le gang responsable (le boss est joué par Ken Lo). Elle est sauvée in extremis par une  tueuse professionnelle, Cindy (Yiu Wai), qui va lui apprendre les ficelles du métier, toutes les méthodes pour tuer, en se servant de tout et n’importe quoi[style à revoir], et même de son corps. Pour ne pas arranger la situation, Kitty croise la route de Tinam (Simon Yam), un flic qui après une affaire qui a mal tournée, ne peut plus se servir de son arme, et ne peut avoir d’érection... sauf en présence de Kitty.

## Fiche technique
- Titre français : Naked Killer
- Titre original : Chik loh go yeung
- Réalisation : Clarence Fok
- Scénario : Wong Jing
- Décors : Fong Nay Ngai
- Costumes : Shirley Chan
- Photographie : Peter Pau et William Yin
- Musique : Lowell Lo
- Production : Dennis Chan, Wong Jing
- Sociétés de production : Golden Harvest Company, Wong Jing's Workshop Ltd
- Pays d'origine : Hong Kong
- Langue : cantonais
- Format : Couleur (Technicolor)
- Genre : Action, Romance, Thriller érotique
- Durée : 100 minutes
- Dates de sorties en salles : 
  -  Hong Kong : 3 décembre 1992
  -  Allemagne : 26 août 1996
  -  Australie : 16 septembre 1994
  -  Canada : 26 août 1996
  -  États-Unis : 4 août 1995
  -  France : 10 août 1993
- Classification : 
  -  R (Restricted)

## Distribution
- Chingmy Yau : Kitty/Vivian Shang
- Simon Yam : Tinam
- Carrie Ng : Princess
- Madoka Sugawara : Baby
- Wai Yiu : Sœur Cindy
- Ken Lo : Bee

## Récompenses
Hong Kong Film Awards
- 1993: Nomination de la meilleure actrice pour (Chingmy Yau)